# Allan Haglund
Allan Karl Valdemar Haglund, född 4 juli 1904 i Skara stadsförsamling, Skaraborgs län, död 26 februari 1993 i Skara domkyrkoförsamling, Skaraborgs län, var en svensk domkyrkoorganist.
Haglund blev 1952 domkyrkoorganist i Skara domkyrkoförsamling.